# Efter mörkrets inbrott
Efter mörkrets inbrott är en roman av den japanska författaren Haruki Murakami. Den utgavs i original 2004 och utkom i svensk översättning av Vibeke Emond 2012.

## Handling
Efter mörkrets inbrott utspelar sig under en natt i Tokyo. Eri och Mari är systrar. Mari kan inte sova men Eri har fallit i en djup onaturlig sömn och färdas mellan olika världar. Mari tillbringar natten på olika kaféer i Tokyo där hon träffar jazztrombonisten Takahasi som hon mött en gång tidigare. Andra karaktärer som finns i boken är en före detta kvinnliga brottare som driver ett hotell med tvivelaktigt rykte samt en kinesisk prostituerad.